# サドベリー隕石孔

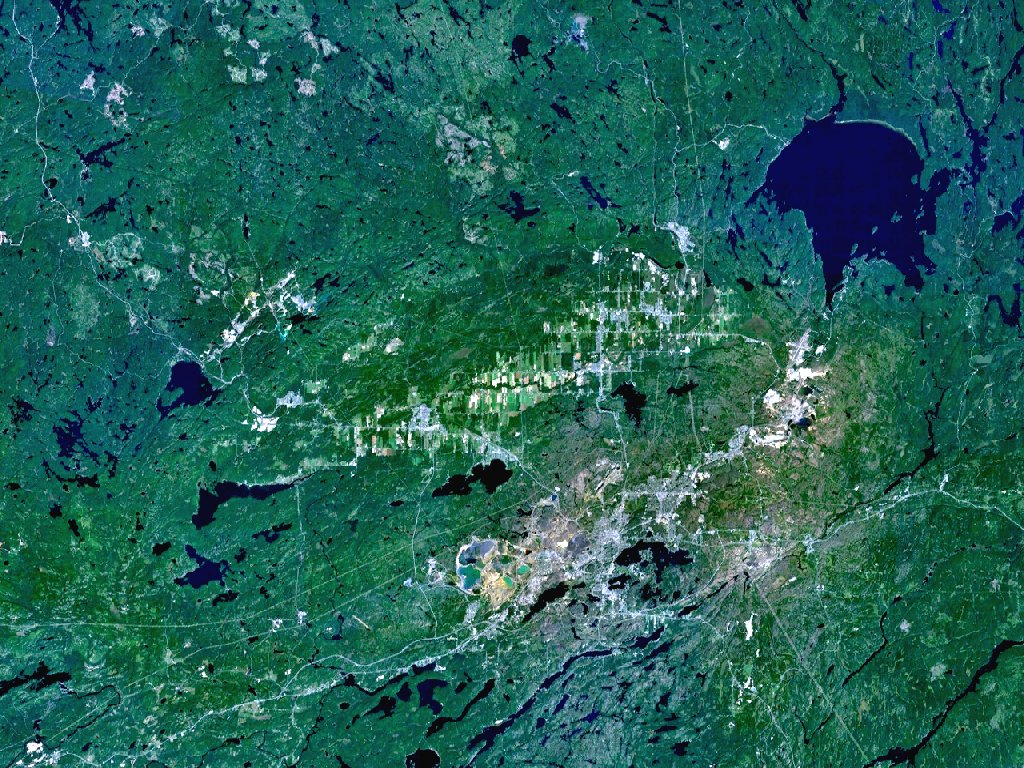
サドベリー盆地のLANDSAT写真 写真中央下の都市がサドベリー

サドベリー隕石孔（サドベリーいんせきこう、Sudbury Astrobleme）は、カナダオンタリオ州グレーターサドベリー市にある、地球上で2番目に大きな「アストロブレム（隕石衝突に起因する地質構造）」である。地球上で2番目に大きな「衝突クレーター」であるという説明がしばしば見られるが、正確には地形としての「クレーター」はすでに失われている。クレーター跡は現在は深く浸食され強く変形しているが、生成時には直径200～250 kmあったと推定される。
なお、世界で1番大きいアストロブレムは南アフリカ共和国のフレデフォート・ドーム。また、3番目は恐竜絶滅の要因と目されるメキシコのチクシュルーブ・クレーターである。
サドベリー盆地 (Sudbury Basin) には、火成岩類・角礫岩類・堆積岩類がつぶれた楕円形に同心円状に並ぶ、特異な地質構造が発達しており、地質学的にはこれをサドベリー構造 (Sudbury Structure) と呼ぶ。その起源は18億5000万年前 (古原生代) の隕石の衝突であり、クレーター地形は侵食と広域削剥で失われたが、当時の地下地質構造が現在地表に露出していると考えられている。衝突によってマグマが発生し、そこから生じた火成岩類にニッケル・銅鉱山群 (ニッケル・銅硫化物鉱床) が含まれ、資源地質学的に重要な地である。

盆地南部のクレイトン鉱山にはサドベリー・ニュートリノ観測所 (SNO) がある。

## 概要
北米大陸五大湖の中央を占めるヒューロン湖には、東側にジョージア湾と呼ばれる入り江が付属する。サドベリーはジョージア湾の北50kmに位置し、盆地の中心の座標は北緯46度36分0秒 西経81度11分0秒 / 北緯46.60000度 西経81.18333度である。現在この盆地はグレーターサドベリー市に属し、旧サドベリー市の中心は盆地の南側のすそにある。盆地は、地元では単に「The Valley」と呼ばれている。
サドベリー盆地は東北東-西南西の長軸を持つ楕円形で、長径62km、短径30km、深さ15kmである。サドベリー構造の形成年代は、ジルコンのU-Pb年代から約18億5000万年前 (古原生代) と見積もられている。直径約10kmの隕石が衝突してできたと考えられており、放出物は1600万km2にわたって撒き散らされ800km以上運ばれた。
形成時には直径200-250kmの巨大な円形クレーターだったと推定され、その後の深い浸食と造山運動による変形によって現在の盆地が作られた。この大きさの推定だと、盆地の北側に盆地と同心円をなすように分布する地溝 (ヒューロニアン・アウトライアー) を、かつてのクレーターのリング状凹部と解釈することになる。現在までの浸食は盆地北縁で6kmになると推定され、クレーターの外縁は完全に消え去っている。
盆地の東端に隣接するワナピティ湖は約3720万年前 (始新世) に形成された衝突クレーターである。サドベリー火成複合岩体 (SIC) の楕円リング状の分布は、ワナピティ・クレーターの部分でへこんでいる。サドベリーとワナピティの2つの衝突クレーターが接近していることは完全に偶然である。

## 歴史
サドベリーが鉱山地帯として発見されたのは1883年である。周囲はカナダの東半分を占める広大なカナダ盾状地に見られる一般的な地形であり、氷床の浸食によって形成された湖が散らばる平坦な地形であった。針葉樹が繁茂しており、サドベリー自体も材木の集積場として始まった。鉱山が発見された経緯は鉄道建設によるものであった。カナダ東部と太平洋岸のバンクーバーを結ぶ大陸横断鉄道の一つ、カナダ太平洋鉄道の建設中、発破によってニッケルと銅の鉱石が見つかった。最初の鉱山はマレイ鉱山と名付けられた。ニッケルは1844年にようやく工業向けの用途、すなわち食器などの銀メッキの母材としての用途が見つかったばかりであり、当初は銅鉱山として稼働していた。
1888年にドイツ生まれのイギリスの化学者ルードウィッヒ・モンドと助手のカール・ランガーがニッケルカルボニル Ni(CO)4を経由し、純度99.99%のニッケルが得られるモンド法を開発、ニッケル合金の可能性が広がった。モンドは自らの手法をカナダにおいて応用するためモンドニッケル社をウェールズに創立している。
現在重要な合金としては、熱膨張が極めて小さいインバー（鉄、ニッケル36%）、耐食性に優れたステンレス（鉄、クロム、ニッケル8%）、赤熱状態でも酸化されないニクロム（クロム、ニッケル78-89%）、海水に侵されないモネルメタル（銅、ニッケル70%）、ガラスと同じ熱膨張率を示すプラチナイト（鉄、ニッケル46%）、ステンレスを侵す硫化水素に耐えるINCO-276（クロム、モリブデン、ニッケル57%）、形状記憶合金 の先駆けニチノール（チタン、ニッケル55%）、このほか洋銀（亜鉛、銅、ニッケル10-20%）、コンスタンタン（銅、ニッケル45%）、マンガニン（銅、マンガン、ニッケル2-4%）、ニッケリン（亜鉛、銅、ニッケル20-30%）などがある。これらの合金を製造するには当然のことながらニッケルが欠かせない。
サドベリーは約50の鉱山からなり、発見から100年間にニッケル600万トン、銅もほぼ同程度を産出した。インドネシア、オーストラリア、キューバ、ニューカレドニア、南アフリカ共和国、ロシア（シベリア）などの新興国・地域のニッケル鉱山が探鉱・開発されるまでは、サドベリーのニッケルは年間世界生産の7割を占めていた。ニッケル、銅のほか、コバルトと白金も採鉱の対象となっている。

## 地質
この地はカナダ盾状地上の地質区分ではスペリオール区とサザン区の境界にあたり、盆地の約10 km南東にはサザン区とグレンヴィル区の境界がある。サドベリー盆地の周囲は、大局的には北西側にスペリオール区に属する始生累代の花崗岩類・片麻岩が、南東側にサザン区に属する原生累代の変成を受けた堆積岩 (ヒューロニアン累層群)・火成岩類が分布し、その境界線上にサドベリー構造が乗っている。しかし、盆地の北側にも部分的にヒューロニアン累層群が同心円構造と平行するように分布し (ヒューロニアン・アウトライアー)、盆地の北西縁に沿って強変成片麻岩 (レヴァック片麻岩複合岩体) があり、南東縁に沿って原生累代の深成岩の貫入 (クレイトン深成岩・マレイ深成岩) があるなど、背景の地質は単純ではない。
サドベリー構造を構成するユニットは、次の3つに大きく分けられる。(1) 岩脈角礫岩および下盤角礫岩、(2) サドベリー火成複合岩体 (SIC)、(3) ホワイトウォーター層群。サドベリー盆地の形は楕円のリング状に分布するSICによって決定されている。SICは下に凸なおわん型の火成岩岩体で、衝突融解物シートと考えられている。SICの外側 (下側) に角礫化した下盤岩類や岩脈角礫岩が発達し、SICの内側 (上側) には降下物角礫岩や堆積岩からなるホワイトウォーター層群が閉じ込められている。鉱山群はSICの分布に沿って点在する。

### 岩脈角礫岩と下盤角礫岩
SICから最大で80 kmにいたるまで角礫岩質岩脈が不規則に発達し、集合的にサドベリー角礫岩と呼ばれている。岩脈角礫岩は主に盆地北西部の強変成片麻岩の中に走り、基盤の岩石に隕石衝突の衝撃波が伝わって形成されたと考えられている。それとは別にSICの直下にポリミクトな下盤角礫岩があり、衝撃を受けたクレーター底であると考えられている。下盤岩類にはシャッターコーンや衝撃変成石英などの衝撃を受けた岩石の特徴が見られる。

### サドベリー火成複合岩体 (Sudbury Igneous Complex、SIC)
厚さ約2.5 kmの成層したマグマ様の火成岩類である。最下部では角礫を伴う石英閃緑岩の岩脈が不規則に発達する。岩体主部はほとんど砕屑物を含まず、下からノーライト、石英斑糲岩、文象斑岩に成層している。SICはSiO2とK2Oに富み、マントルではなく基盤岩類に組成が似ている。したがってSICはマントル由来ではなく、衝突で基盤が融けたものが溜まり、ゆっくり冷えるあいだに成層して形成されたと考えられている。しかし、衝突融解物でニッケル鉱石の起源を説明するのは難しく、論争がある。かつてはカナダ盾状地に対する大規模な火成岩の貫入によってできた構造と考えられていたため、サドベリー貫入岩体 (Sudbury Irruptive) とも呼ばれていた。

### ホワイトウォーター層群 (Whitewater Group)
SICの上にはホワイトウォーター層群と呼ばれる堆積岩があり下部から、厚さ約1400 mのスーバイトおよびスーバイトの再堆積したもの (オナピン累層)、約600 mの葉理の発達した有機質泥岩と泥岩およびシルト岩 (オンワティン累層)、約850 mのリシックなワッケ、シルト岩、有機質泥岩からなるタービダイト (チェルムスフォード累層) の3つに分けられ、この3つは漸移する。奇妙なことにホワイトウォーター層群を構成する岩石は、サドベリー周辺の他の地域には一切認められない。
ホワイトウォーター層群に属する3つの累層とサドベリー火成複合岩体主部の合わせて4つは、地質図上で盆地の楕円形に沿って「同心円」状に配置されている。これらの構造は、地下においてタマネギのように立体的な層状を成している。すなわち、2番目から4番目の層は樹木の年輪のように垂直に地下に潜っているのではなく、それぞれ地下でつながっている。

## 隕石説の発展
第二次世界大戦後、岩石学の発達に従って、温度と圧力を変化させた場合のシリカ鉱物 (SiO2) の安定関係が次第に明らかになってきた。常温常圧下ではα石英が安定だが、573度でβ石英に転移する。さらに温度を上げると、870度でトリディマイト、さらにクリストバライトとなり、融解に到る。温度ではなく圧力を上げていくと、500度から800度の場合は、3.5GPaでコーサイト（1953年に合成）に、10GPaでスティショバイト（1961年に合成）に転移することが分かった。
チャオ (E.C.T.Chao) らは、アメリカ合衆国アリゾナ州のバリンジャー・クレーターを調査し、まず1960年に天然のコーサイトを、1962年には天然のスティショバイトを発見した。ディーツは1960年、隕石の衝突によって生じた跡をアストロブレーム (astrobleme) と命名、これはギリシャ語の星と傷を合成した術語である。ディーツは月のクレーターと地球の隕石孔を比較、月のクレーターにはマグマがあふれた跡と思われるものが観測できることに対し、地球の隕石孔にはマグマの跡がないことに気づく。月と似た構造を地表で探すうちに、サドベリーに行き着く。

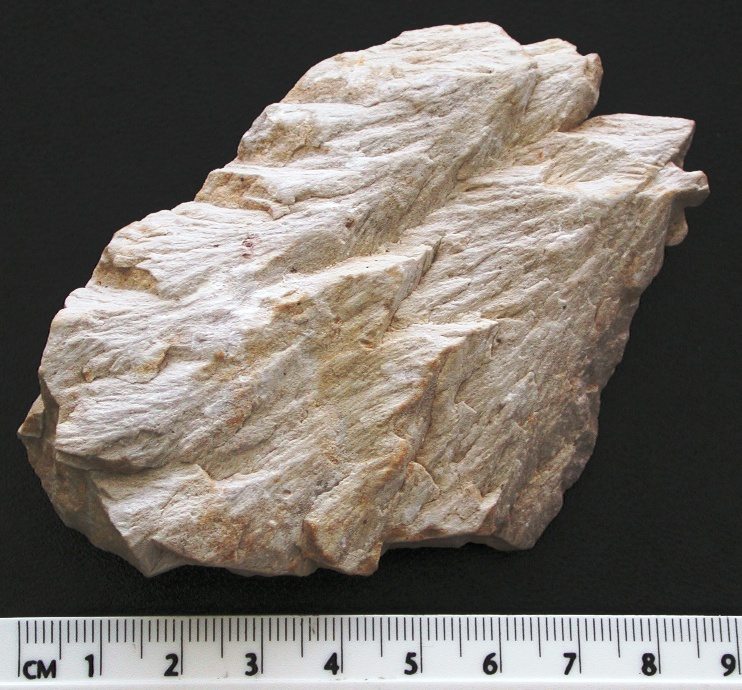
シャッターコーンを示す標本 (アメリカ合衆国ウエルズクリークのもの)

ディーツは1960年、サドベリー貫入岩体の外側、つまり、本来の地質構造を調べるうちに奇妙な構造を見つけた。1905年、ドイツのシュタインハイム・クレーターで最初に見つかったシャッターコーンである。シャッターコーンは数mmから数mに及ぶ岩石の内部に生じた円錐状の割れ目であり、これまで隕石孔でしか見つかっていない。ガイブレイ (J. Guy-Bray) の1966年の論文ではディーツの主張が補強され、サドベリー貫入岩体の周囲全域に渡って、さらに周囲にのみシャッターコーンの存在が確認された。シャッターコーンの分布は貫入岩体の縁から13kmの地点まで至っていた。シャッターコーンの円錐の軸は衝撃波が発生した地点を指し示す。ガイブレイは不完全ながら、円錐の軸の方向を調査、軸がサドベリー隕石孔の中心、現在の地表より高い地点を示すことを指摘している。
ディーツの説では、約17億年前に隕石がサドベリーに落下、直径45kmの隕石孔が出現したのと同時に
衝突衝撃波によってシャッターコーンが形成された。落下の衝撃によりマグマが生成され、隕石孔を満たした。体積が大きいためにマグマの冷却速度は遅く、層状に分化した。硫化物に富んだ液にニッケルが溶け込み、ニッケルの比重（4から7）はケイ酸塩の比重3前後に比べて重いために下に沈んだ。こうして最外周部がニッケルに富むこととなった。
その後、海水が隕石孔に侵入し、衝突時の破砕物と合わせて堆積しホワイトウォーター層群 (1番目から3番目の層) が堆積した。最後に、カナダ盾状地の造山運動であるグレンヴィル造山運動により、約10億年前に南東から圧縮力を受け現在のような楕円形の形状を成したというものである。
ニッケルと銅の由来については、マグマの分化によって形成されたと考えられている。ディーツは一つの可能性として、落下した隕石がニッケルに富む鉄隕石であったと記している。
その後の研究によって、サドベリー火成複合岩体 (サドベリー貫入岩体) の組成はマントルとは異なり、下盤の岩石の混合したものに重なることが明らかとなった。また、地震波などの調査によってサドベリー火成複合岩体は地下でつながっているが、火山活動の給源岩脈が認められないことが判明した。現在ではサドベリー火成複合岩体は、ディーツの言うような衝突に誘発された火山活動のマグマではなく、衝撃融解物シートであると考えられている。ディーツが火山活動による凝灰岩としたホワイトウォーター層群のオナピン累層も、現在ではスーバイトとスーバイトが再堆積したものと解釈されている。